# Губарєва Катерина Юріївна
Катерина Юріївна Губарєва (рос. Екатерина Юрьевна Губарева, 5 липня 1983 року, м. Каховка, Херсонська область) — діячка терористичної організації Донецька народна республіка, проросійська колаборантка, дружина підозрюваного в державній зраді терориста Павла Губарєва.
Так званий, «депутат Народної Ради ДНР» та колишній, так званий, «міністр закордонних справ» незаконного збройного формування «ДНР».
Переховується від органів досудового розслідування України, звинувачується в створенні терористичної організації та фінансуванні тероризму, внесена до санкційного списку осіб, щодо яких застосовано санкції України, ЄС, США та інших країн через російську агресію проти України.

## Життєпис
Народилась 5 липня 1983 року в місті Каховка Херсонської області. В 2000-у році закінчила школу № 5 цього ж міста. В 2005 році закінчила навчання на факультеті інформатики та обчислювальної техніки Донецького національного технічного університету. Під час навчання познайомилась з майбутнім чоловіком.
Від 30 червня 2007 року перебуває в шлюбі з російським колаборантом Павлом Губарєвим.
В 2013 році вступила в Донецьке художнє училище, котре не завершила через російську воєнну агресію на сході України та окупацію Донецька. Займалась живописом, організовувала виставки в художній галереї Донецька.

## Після початку російської агресії
Активна учасниця антиукраїнського заколоту в Донецьку, брала участь в створенні проросійської організації «Народне Ополчення Донбасу» (рос. «Народное Ополчение Донбасса»), під час перебування в Росії тричі зустрічалась з лідером російських бойовиків Ігорем Гіркіним («Стрєлков)».
Після арешту в березні 2014 року Службою безпеки України її чоловіка, Павла Губарєва, разом з дітьми втекла до Ростова, звідки налагодила постачання контрабанди до окупованого Донецька, заявивши, що це гуманітарна допомога від приватних осіб, заперечивши, при цьому, постачання зброї.
Після окупації сходу України почала співпрацювати з агресором, увійшовши до складу маріонеткових органів «державної влади ДНР». 10 травня 2014 року обрана на посаду голови комітету зовнішньополітичних зв'язків самопроголошеного уряду «ДНР». Виконувала обов'язки «міністра закордонних справ ДНР» до 16 серпня 2014 року, відколи обійняла посаду «заступника міністра закордонних справ ДНР».
Після замаху на чоловіка, 13 жовтня 2014 року, очолила партію «Новоросія» (рос. «Новороссия»), котра брала участь в, так званих, виборах до «Народної Ради ДНР» в складі блоку «Вільний Донбас» (рос. «Свободный Донбасс»).
Від 3 листопада 2014 року є депутатом, так званої, «Народної Ради ДНР» від окупованого міста Новоазовськ, член фракції «Вільний Донбас».
Навесні 2022 року Катерину Губарєву було призначено заступником гауляйтера Херсонської області. Брала участь в організації воєнних злочинів. Організувала викрадення та вбивства мирних жителів Херсона, які виходили на мітинги за Україну.

## Звинувачення в злочинах
Звинувачується державною владою України за статтями 258-3 ч. 1 та 258-5 ч. 1 Кримінального кодексу України у створенні терористичних організацій та фінансуванні тероризму.
Перебуває в розшуку як особа, що переховується від органів досудового розслідування; ухвалено про дозвіл на її затримання з метою приводу до суду.

## Санкції
Разом з чоловіком постійно потрапляє в списки осіб, щодо яких застосовуються санкції.
В серпні 2014 року Канада застосувала щодо осіб, причетних до окупації Криму та Донбасу, в тому числі, й до Губарєвої, економічні санкції та заборону на в'їзд.
Відповідно до рішення Ради національної безпеки і оборони України від 2 вересня 2015 року, включена під № 233 до списку фізичних осіб, котрі потрапили під санкції з боку України.
28 квітня 2017 року, згідно з рішенням РНБО, включена в санкційний список фізичних осіб під № 195 із забороною виведення капіталу за межі України терміном 1 рік.
Рішенням РНБО від 2 травня 2018 року, включена під № 195 в санкційний список фізичних осіб, до котрих застосовуються санкції, із забороною виведення капіталу за межі України на три роки.
Включена до санкційних списків з обмежень щодо осіб, причетних до дій з підриву або загрози територіальній цілісности та суверенітету України, відповідно до рішень Ради Європи № 810/2014 від 27 липня 2014 року, № 2016/1661 15 вересня 2016 року, № 2017/437 від 13 березня 2017 року.

## Родина
Чоловік — Павло Губарєв, діти — Святослав (2008 р.н.), Радомир (2010) та Мілана (2013).